# Scandolara Ravara
Scandolara Ravara é uma comuna italiana da região da Lombardia, província de Cremona, com cerca de 1.585 habitantes. Estende-se por uma área de 17 km², tendo uma densidade populacional de 93 hab/km². Faz fronteira com Cingia de' Botti, Gussola, Motta Baluffi, San Martino del Lago, Solarolo Rainerio, Torricella del Pizzo.
Faz parte da rede das Aldeias mais bonitas de Itália.

## Demografia
| Variação demográfica do município entre 1861 e 2011                               |
|                                                                                   |
| Fonte: Istituto Nazionale di Statistica (ISTAT) - Elaboração gráfica da Wikipedia |